# Antonio Scandello

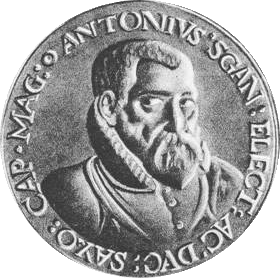
Antonio Scandello, 1577.

Antonio Scandello, född den  17 januari 1517 i Bergamo, död den 18 januari 1580 i Dresden, var en italiensk musiker, kapellmästare och kompositör.
Han var först verksam i Rom och Trient som musiker och blev 1549 kallad till hovkapellet i Dresden, vilket han från 1568 till sin död ledde som kapellmästare. 
Han skapade i huvudsak andliga vokalverk, bland vilka kan nämnas en mässa till kurfurst Moritz död (1553) och en tysk Johannespassion (1561 eller tidigare). 
Scandello utövade ett betydande inflytande på kommande generationers kyrkomusikkompositörer som Bartholomäus Gesius och Heinrich Schütz.

## Verk
- Newe Teutsche Liedlein (1568)